# Tröllafell
Tröllafell är ett berg på Island. Det ligger i regionen Västfjordarna, 230 km norr om huvudstaden Reykjavík. Toppen på Tröllafell når 558 meter över havet.
Trakten runt Tröllafell är nära nog obefolkad, med mindre än två invånare per kvadratkilometer. Det finns inga samhällen i närheten. Trakten runt Tröllafell är permanent täckt av is och snö.